# Teodoro González de León

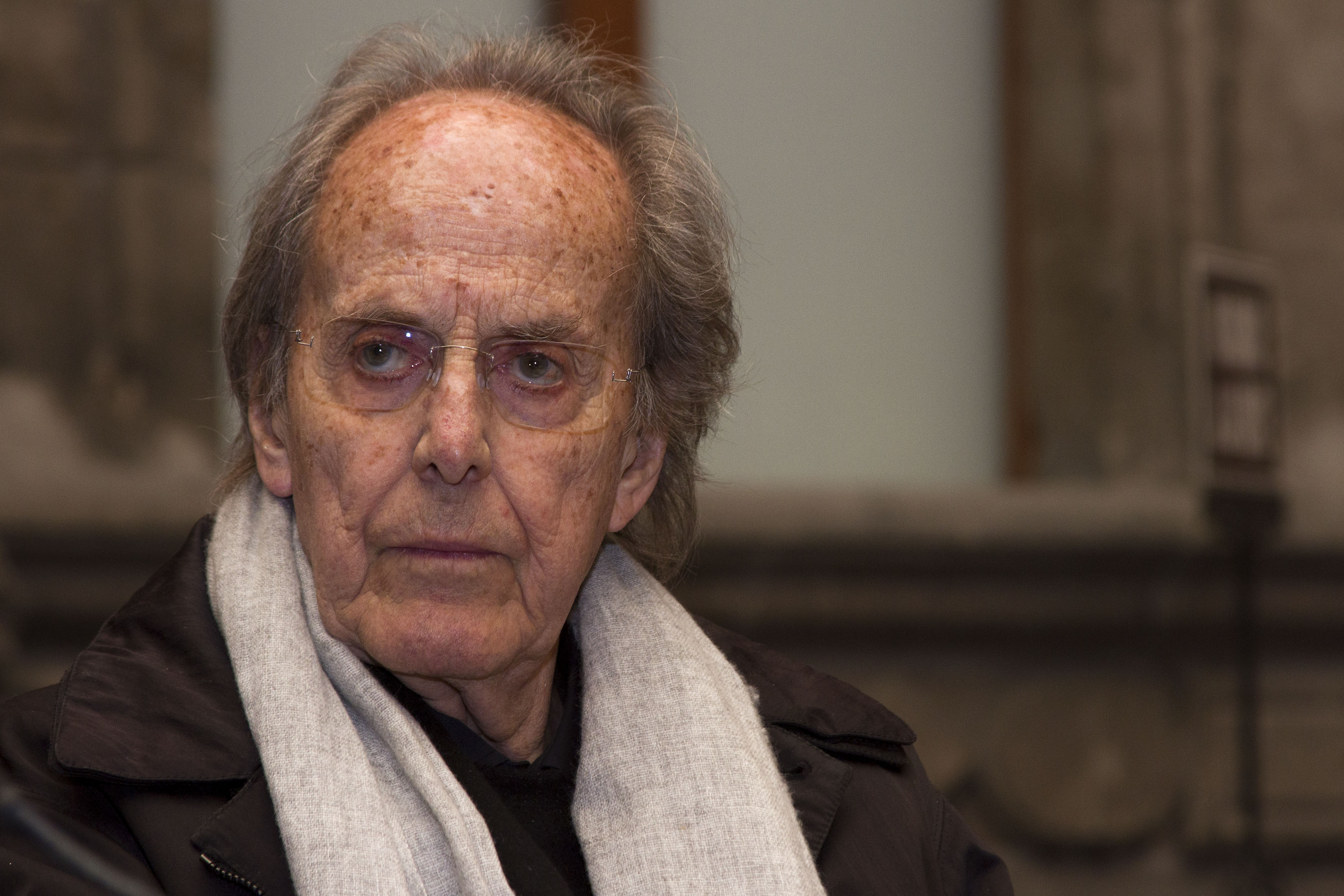
Teodoro González de León im Jahr 2016.

Teodoro González de León (* 29. Mai 1926 in Mexiko-Stadt; † 16. September 2016 ebenda) war ein mexikanischer Architekt.

## Leben

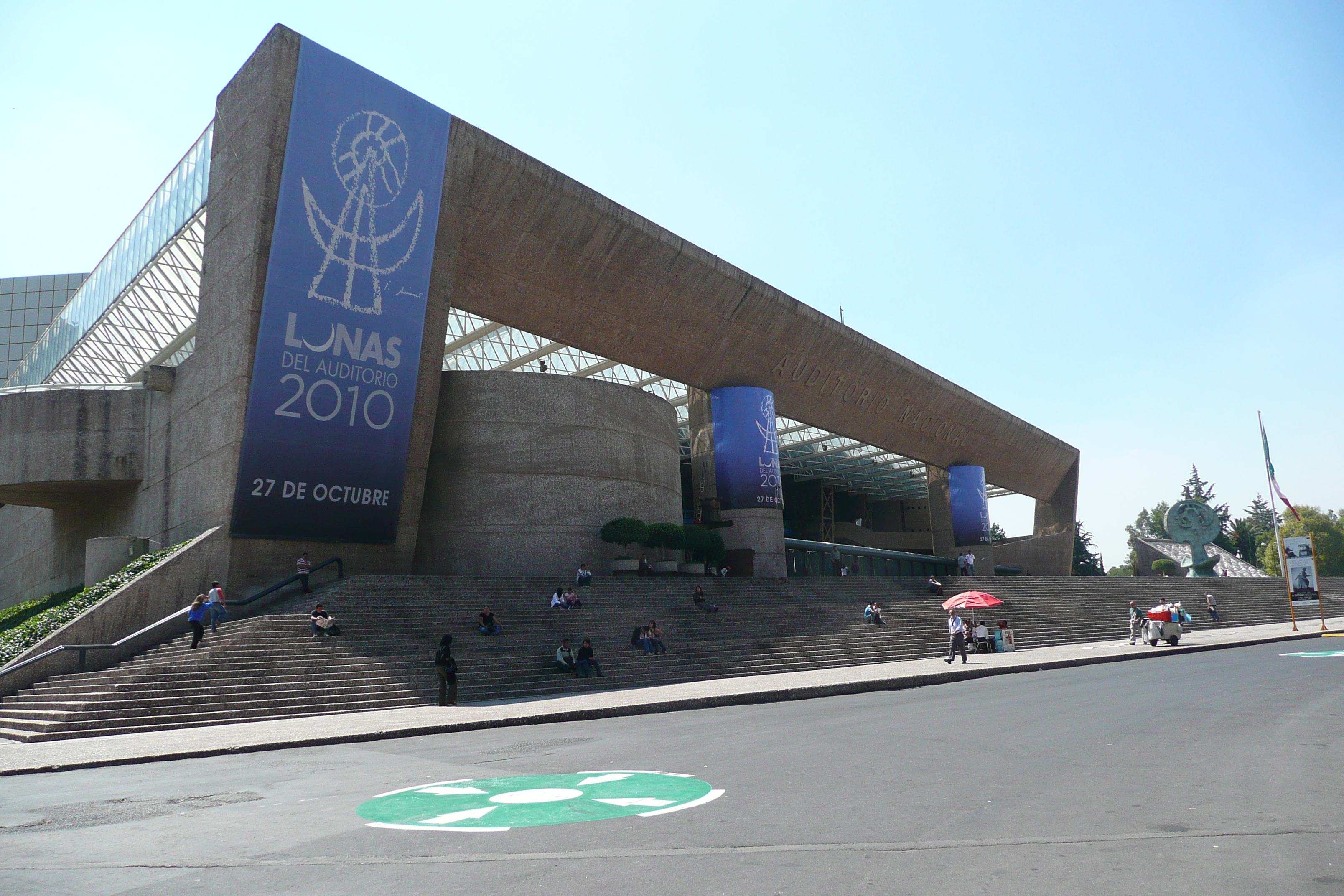
Nationales Auditorium, Mexiko-Stadt (mit Zabludovsky)

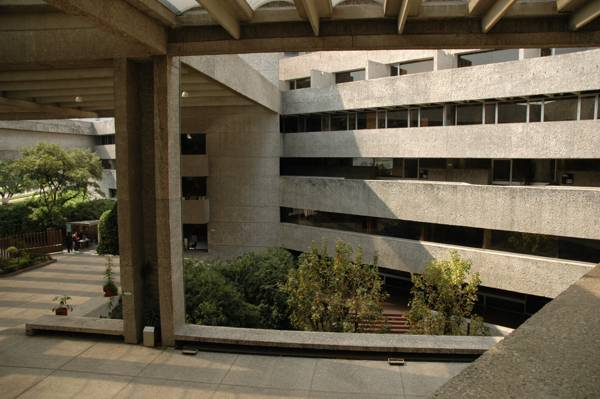
COLMEX, Mexiko-Stadt

Gonzales de León studierte von 1942 bis 1947 an der Nationalen Schule für Architektur der Universidad Nacional Autónoma de México und arbeitete anschließend in den Jahren 1948 und 1949 für 18 Monate als Stipendiat der französischen Regierung in Frankreich bei Le Corbusier. In dieser Zeit war er an der Planung einer Wohnanlage in Marseille und einer Fabrikanlage in Saint-Dié-des-Vosges beteiligt.
Von 1955 bis 1965 erarbeitete er eine städtebauliche Entwurfsserie und führte einige Bauplanungen durch. Ab 1969 ließ er sich dabei bei den Arbeiten von Abraham Zabludovsky inspirieren. Zwischen 1974 und 1982 entstanden in Kooperation mit Zabludovsky bedeutende öffentliche Gebäude, wie das der Delegación Cuauhtémoc, das Colegio de México (COLMEX)-Gebäude, der Sitz des Instituto del Fondo Nacional de la Vivienda para los Trabajadores (INFONAVIT), die Universidad Pedagógica Nacional und das Museo Rufino Tamayo. In den Jahren 1984 bis 1987 entwarf er markante Bauten in Villahermosa, unter anderem das Verwaltungszentrum, das er gemeinsam mit seinem Kollegen J. Francisco Serrano Cacho entwarf, mit dem er später auch die mexikanische Botschaft in Berlin-Tiergarten plante (2000–2001).
González de León war seit 1984 Mitglied (Miembro de Número) der Academia de Artes, seit 1988 Mitglied des Colegio de México sowie Ehrenmitglied der International Academy of Architecture (IAA) und emeritiertes Mitglied der Academia Nacional de Arquitectura. Die UNAM verlieh ihm den Ehrendoktortitel.

## Ehrungen und Auszeichnungen
- 1982: Nationaler Kunstpreis (Mexiko)
- 1989: Großer lateinamerikanischer Preis bei der Biennale für Architektur, Buenos Aires
- 1989 und 1994: Großer Preis der IAA bei der Biennale in Sofia, Bulgarien
- Internationale Ehrenerwähnung bei der IX. Panamerikanischen Biennale für Architektur, Quito, Ecuador
- 1994: Großer Preis bei der II. Internationalen Biennale für Architektur in Brasilien
- 1998: Großer Preis Goldmedaille bei der V. Mexikanischen Biennale für Architektur